# Wassili Pawlowitsch Wassiljew

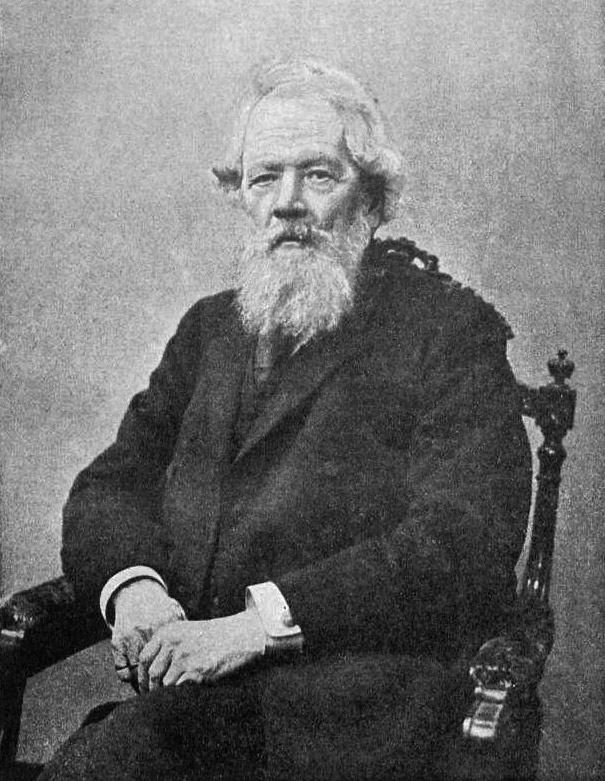
W. P. Wassiljew

Wassili Pawlowitsch Wassiljew (russisch Василий Павлович Васильев; * 20. Februar 1818 in Nischni Nowgorod; † 27. April 1900 in Sankt Petersburg) war ein russischer Sinologe und Buddhologe. 

## Biografie
1837 schloss Wassiljew sein Studium an der Abteilung für orientalische Sprachen an der historisch-philologischen Fakultät der Universität Kasan ab. 1849 ging er für die russisch-orthodoxe Gesandtschaft nach Peking, wo er Sanskrit, Chinesisch, Mongolisch, Tibetisch und Mandschurisch lernte. 1851 wurde er Professor an der Universität von Kasan. 1855 wurde er Professor an der Universität von Sankt Petersburg. 1866 wurde Wassiljew korrespondierendes Mitglied und 1886 Vollmitglied der Petersburger Akademie der Wissenschaften.
Wilhelm Grube war einer seiner Schüler.

## Bedeutung und Werke
Wassiljew war ein Gelehrter mit einem breiten Interessensgebiet, der vor allem für die Sinologie (Geschichte, Religionswissenschaft, Geografie, Sprache und Literatur Chinas) Bedeutendes geleistet hat. Seine wichtigsten Werke:
- Буддизм, его догматы, история и литература (Der Buddhismus, seine Dogmen, Geschichte und Literatur; 1857–1869). Dieses Werk ist eine Übersetzung des Samayabhedopacakra von Vasumitra.[1] Es war bahnbrechend für die Buddhologie und diese russische Version wurde auch ins Deutsche (St. Petersburg, Eggers 1860) und aus dem Deutschen ins Französische (Le Bouddhisme, ses dogmes, son histoire et sa littérature; Paris 1865) übersetzt.
- История и древности восточной части Средней Азии от Х до XIII века (Geschichte und Altertümer im östlichen Zentralasien vom 10. bis 13. Jahrhundert; 1857).
- О движении магометанства в Китае (Die mohammedanische Bewegung in China; Petersburg 1867).
- Китайская хрестоматия (Chinesische Chrestomatie; 1868).
- Религия Востока: конфуцианство, буддизм и даосизм (Die Religionen des Ostens: Konfuzianismus, Buddhismus und Daoismus; 1873).
- Анализ китайских иероглифов (Analyse der chinesischen Zeichen; 1866–1884). In diesem Buch gibt Wassiljew einen Abriss der chinesischen Phonetik, Morphologie und Schrift.
- Очерк истории китайской литературы (Abriss der Geschichte der chinesischen Literatur; 1880).
- Графическая система китайских иероглифов. Опыт первого китайско-русского словаря (Das grafische System der chinesischen Zeichen. Versuch eines ersten chinesisch-russischen Wörterbuches; 1867).
- Die Erschliessung Chinas. Kulturhistorische und wirtschaftspolitische Aufsätze zur Geschichte Ostasiens (Leipzig, Weicher 1909).